# Susanne Geiger
Susanne Geiger (* 13. August 1964 in Stuttgart) ist eine deutsche Schriftstellerin.

## Leben
Sie ist Verfasserin von erzählerischen Werken sowie von Beiträgen für Rundfunk und Fernsehen. 1993 nahm sie am Ingeborg-Bachmann-Wettbewerb in Klagenfurt teil.
Susanne Geiger ist Mitglied des  Verbandes Deutscher Schriftsteller. 1993 erhielt sie den Bettina-von-Arnim-Preis, 1996 ein Stipendium der Kunststiftung Baden-Württemberg.
Sie lebt in Stuttgart.

## Werke
- Nomaden, Karlsruhe 1995
- Stilleben mit Menschen, Tübingen 1995
- Nomaden, Südländer oder Die Wahrheit der Kinder, Tübingen 1997
- Kaiserschnitt, Tübingen 1999
- Flucht, Tübingen 2004